# Біхор (повіт)
Біхор, Біхар (рум. Bihor, угор. Bihar) — повіт (жудець) у Крішані у Румунії. Центр — Орадя. Населення 600 223 мешканців (2002), щільність населення — 84 осіб/км², площа — 7,544 км². Названо за горами Біхар.

## Географія
Територія понижується із заходу на схід — з гір Апусені на сході з висотами до 1800 м над морем, через передгір'я і пагорки до Паннонської рівнини.
Річки жудеця є притоками Криша (Кереш): Криш-Репед, Криш-Негру, Бареу.

## Населення
Перепис 2002 року:
- за етнічним складом:
  - румунів 404 537 (67,40%),
  - угорців 155 554 (25,91%),
  - циган 30 237 (5,00%),
  - словак 7 361 (1,22%),
  - німців 1 137 (0,19%),
  - євреїв 242,
  - українців 174,
  - греків 71,
  - русинів 63,
  - болгар 31,
  - сербів 31,
  - поляків 21,
  - турків 15,
  - чехів 14,
  - вірмен 11,
  - хорватів 3;
- за віросповіданням:
  - православних (переважно румуни, болгари, греки) 357 996 (59,6%),
  - реформатів (переважно угорці) 107 817 (18,0%),
  - католиків (переважно угорці, словаки і німці) 55 555 (9,3%),
  - п'ятидесятники 34 460 (5,7%),
  - баптисти 22 366 (3,7%),
  - греко-католики 14 086 (2,3%),
  - адвентисти 1 858 (0,3%),
  - невіруючі 1 155 (0,2%),
  - євреї 210,
  - мусульмани 175;
  - всього протестантів 166 501 (27,7%).

## Міста
- Орадя
- Беюш
- Марґіта
- Салонта
- Алешд
- Нучет
- Секуєнь
- Штей
- Валя-луй-Міхай
- Вашкеу

| Румунія | Це незавершена стаття з географії Румунії. Ви можете допомогти проєкту, виправивши або дописавши її. |

1. ↑  archINFORM — 1994.